# Hôtel-Dieu de Québec
L'Hôtel-Dieu de Québec est un hôpital située dans le Vieux-Québec, dans l'arrondissement La Cité-Limoilou, à Québec. Fondé le 16 août 1637 sous le nom d'Hôtel-Dieu du Précieux Sang par les Augustines de la Miséricorde de Jésus à la demande et grâce à une dotation de la duchesse d’Aiguillon, nièce du cardinal de Richelieu, il est le plus ancien établissement hospitalier au nord du Mexique.
Hôpital de soins, d’enseignement et de recherche, l’Hôtel-Dieu de Québec se distingue aujourd’hui comme un établissement de pointe dans les secteurs de l’oncologie et de la néphrologie au Québec. 

## Histoire

### Le Père Paul Le Jeune, S.J.

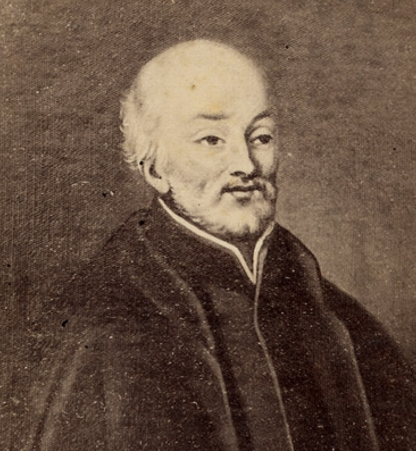
Portrait du P. Le Jeune.

Chassés de la Nouvelle-France après la chute de Québec aux mains des frères Kirke en 1629, les Jésuites y retournent trois ans plus tard après que le traité de Saint-Germain-en-Laye (1632) ait rendu à la France sa colonie et, pour un temps, « l’Église canadienne sera missionnaire », avec à sa tête le père Paul Le Jeune, S.J. de 1632 à 1639. C’est lui qui, en 1634, exprime le besoin d’un hôpital pour soigner les autochtones et les quelques colons qui s’y trouvent.
C’est en pensant surtout aux autochtones que le père Le Jeune demandait la venue à Québec de religieuses hospitalières. « S’il y avait ici un Hôpital il y aurait tous les malades du pays, & tous les vieillards, pour les hommes nous les secourerons, selon nos forces, mais pour les femmes il ne nous est pas bien seant de les recevoir en nos maisons », écrit-il. L’institution souhaitée était en effet moins destinée aux Français qu’aux autochtones, « sujets à de grandes maladies, et qui n’avaient aucun moyen d’adoucir la misère dont ils étaient accablez surtout dans leur extrême vieillesse »,,.
« L’élan mystique qui traverse la France dans les premières décennies du XVIIe siècle coïncide avec le mouvement colonisateur », et il n’est pas étonnant que plusieurs religieuses d’ordres et monastères manifestent un vif intérêt pour le projet du jésuite. Toutefois, les conditions matérielles pour l’établissement de religieuses et l’aménagement d’un monastère-hôpital à Québec sont à toutes fins utiles inexistantes. Le père Le Jeune lance alors nouvel appel mais cette fois il s’adresse aux personnes « capables de supporter financièrement l’entreprise ». La réponse est venue de la cour de France,.

### La duchesse d’Aiguillon

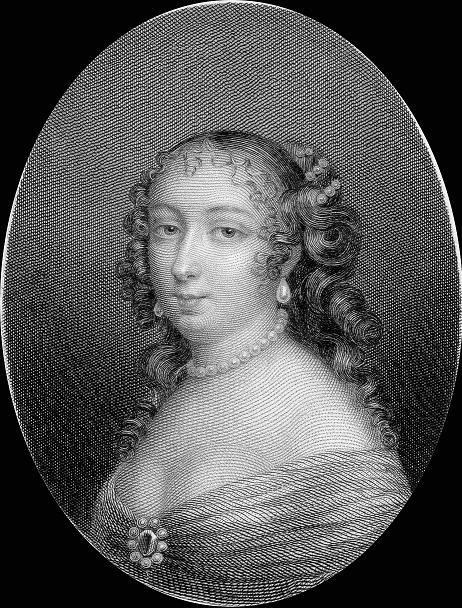
Portrait de la duchesse d'Aiguillon.

La duchesse d'Aiguillon, mariée à 16 ans au marquis de Combalet, selon la volonté de son oncle, le cardinal de Richelieu, devient veuve à 18 ans ; elle ne se remarie pas et emploie presque toute sa fortune à soulager les pauvres et à fonder des établissements de charité. À 31 ans seulement, elle est déjà très engagée à ces fins. Elle est notamment la principale fondatrice de l'hôpital Général de Paris (futur hôpital de la Pitié-Salpêtrière), rappelle l’historien Henri-Raymond Casgrain.
Sous la conduite spirituelle de saint Vincent de Paul, promoteur et initiateur de nombreuses œuvres de charité et marquée par sa lecture des Relations des Jésuites, notamment celle de 1635 du Père Le Jeune (voir le passage des Relations qui fut pour la duchesse un « trait de lumière »), la duchesse prend conscience de l’importance des missions canadiennes dans l’histoire de l’Église,. Le portrait physique et spirituel de la duchesse d'Aiguillon a été habilement brossé par Henri-Raymond Casgrain.
En 1636 en effet, la duchesse d’Aiguillon « se résolut de fonder à ses dépens un Hôtel-Dieu. Et, pour réaliser cet ambitieux projet, elle choisit de faire appel aux Religieuses hospitalières de l’ordre de Saint-Augustin, dites alors Filles de la Miséricorde, installées au monastère de Dieppe (Elles portent aujourd’hui le nom de Religieuses de la Miséricorde de Jésus). Le Cardinal de Richelieu, son oncle, voulut entrer dans la bonne œuvre, & jusqu’à leur mort ils eurent l’un et l’autre une affection singulière pour cette maison, ils donnerent quinze cent livres de revenu au capital de 20000. liv. à prendre sur les coches et carosses de Soissons qui leur appartenoient, le contrat fut passé le 16 août 1637 ».
Le Dr Yves Morin décrit la « jonction des quatre facteurs » qui ont amené la duchesse à exécuter son œuvre : « (…) l’esprit de charité de la duchesse, son influence à la cour par le biais de son oncle, le cardinal Richelieu, sa connaissance de la Nouvelle France grâce aux Jésuites et le rôle essentiel de l'Hôtel-Dieu de Dieppe, un des établissements prééminents en France ».
L’historien québécois Henri-Raymond Casgrain rappelle que « la faveur inouïe dont commençait à jouir le cardinal-duc de Richelieu devait naturellement rejaillir sur sa nièce. Elle fut appelée à la cour et nommée dame d'atours de Marie de Médicis, régente au nom du roi Louis XIII. Le cardinal eut toujours pour sa nièce une singulière affection, parce qu’elle avait comme lui l’âme noble et généreuse, l’intelligence des grandes et belles choses, le sens et le goût des arts.
En avril 1639, le roi Louis XIII accorde des lettres patentes pour l’établissement de l’hôpital et mentionne explicitement les motifs religieux de la duchesse. Il y aura aussi un second contrat en 1640 où ces mêmes motifs seront énoncés. Dans sa lettre à Marie Guenet de Saint-Ignace, a.m.j., première supérieure de l’Hôtel-Dieu de Québec, la veille du départ pour Québec des trois Augustines, la duchesse d’Aiguillon écrit clairement que l’Hôtel-Dieu devra être « dédié à la mort et au Précieux Sang du Fils de dieu répandu pour faire miséricorde à tous les hommes et pour lui demander qu'il l’applique sur l’âme de Monseigneur le Cardinal Duc de richelieu, et celle de Madame la Duchesse D'aiguillon et pour tout ce pauvre peuple… »,.
La duchesse obtient de la Compagnie des Cent-Associés une concession de sept arpents dans l’enclos où on avait commencé à bâtir Québec et un fief de soixante arpents dans la banlieue, entre Cap-Rouge et le coteau Sainte-Geneviève, ce terrain qu’on avait désigné sous le nom de Sainte-Marie (Casgrain p. 43). Elle envoya, en 1638, « quelques-uns de ses gens pour en prendre possession en son nom, défricher le terrain et jeter les bases du futur monastère-hôpital.

### Une fondation missionnaire et laïque
L’Hôtel-Dieu est donc une fondation missionnaire mais néanmoins laïque. « Cette pratique des fondations est déjà très ancienne, souligne l’historien François Rousseau. Un bienfaiteur immobilise un capital et en affecte le revenu au soutien perpétuel d’une œuvre, qu’elle soit civile ou religieuse. En France, bien des hôpitaux - comme celui de Beaune (1443) -, bien des léproseries médiévales ont été établies sur ce modèle, précise-t-il. Dans tous les cas, l’intention derrière est de perpétuer la mémoire du fondateur, mais aussi, quand il est mû par des motifs religieux, de contribuer à son salut. C’est  ce que dit le contrat de 1637.
« À la fin du XVIIe siècle, plus de vingt fondations étaient sorties du monastère des Hospitalières de Dieppe : Vannes, Fougères, Auray, Carhaix, Eu, Lannion, Tréguier, Guingamp et Château-Gontier

#### Traversée et arrivée des trois Augustines
Les mères Anne Le Cointre de Saint-Bernard (28 ans), Marie Forestier de Saint-Bonaventure-de-Jésus (22 ans) et Marie Guenet de Saint-Ignace (29 ans), qui deviendra la première supérieure de l’Hôtel-Dieu de Québec, quittent familles et amis, et leur monastère de Dieppe, établi depuis 1285, le 4 mai 1639, à destination de Québec.
Malgré ces adieux, elles ne dissimulaient pas leur enthousiasme face au défi qui les attendait, ainsi que le raconte mère Jeanne-Françoise Juchereau :

« Aussitôt, disent-elles qu’on sut à Dieppe, que nous étions élûes pour aller en Fondation dans la Nouvelle-France, toute la Ville vint nous en faire compliment, les personnes qui avaient rapport au Canada, nous en témoignent beaucoup de joye, et comme l’embarquement pour ce pays se faisait dans ce tems-là à Dieppe, comme il se fait aujourd’hui à La Rochelle, nous reçumes de toutes parts de grandes félicitations sur la générosité de notre entreprise, plusieurs Dames de la première qualité à qui Madame la Duchesse D'aiguillon avait parlé de son pieux dessein, écrivirent à la Révérende Mère St-Ignace, pour la congratuler et l’encourager : la Reine Anne d’Autriche l’honora aussi d’une de ses Lettres par laquelle après s’être recommandée à ses prières et à celles de ses compagnes, elle lui promit sa protection Royale pour notre nouvelle maison. »

#### Accueil des Héroïnes

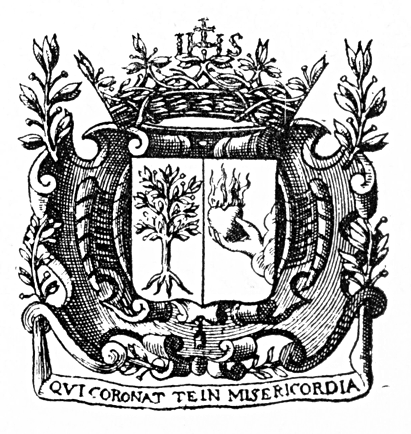
Armoiries des Augustines de la Miséricorde de Jésus,.

Après une traversée très difficile et périlleuse de trois mois à bord du vaisseau amiral Saint-Joseph, commandé par le capitaine Jacob Bontemps, elles doivent débarquer le 31 juillet à l’Île d’Orléans, en face de Québec, en raison d’une marée et d’un vent défavorables. Elles y passent la nuit sous la tente et, aux premières heures du lendemain matin, 1er août, le gouverneur de la Nouvelle-France, Charles Jacques Huault de Montmagny, y dépêche une « chaloupe pavoisée » pour les amener dans la capitale, où elles sont accueillies par les acclamations des notables et du peuple, et saluées par « plusieurs décharges de canon »,,,. L’historien François-Xavier Charlevoix ajoute, pour sa part, d’autres détails sur ce qui est manifestement une grande fête populaire : « Le jour de l’arrivée de tant de Personnes si ardemment désirées fut pour toute la Ville un jour de Fête, tous les travaux cesserent, & les Boutiques furent fermées. Le Gouverneur reçut ces Héroïnes sur le Rivage, à la tête de ses Troupes, qui étaient sous les armes, & au bruit du canon : après les complimens, il les mena, au milieu des acclamations du Peuple, à l’Église, où le Te Deum fut chanté, en actions de graces ».
Au groupe des trois augustines, se sont joints d’autres religieux pour la traversée, dont Marie Madeleine de La Peltrie, bienfaitrice pour la création du couvent des Ursulines, Marie de l'Incarnation ainsi que les pères jésuites Barthélemy Vimont, qui allait succéder au père Le Jeune comme supérieur général des missions, Joseph-Antoine Poncet de la Rivière, Pierre-Joseph-Marie Chaumonot, Jacques Bargon, Charles Lalemant.

### Un hôpital de mission
D’abord un hôpital de mission dans une colonie qui ne comptait, en 1639, qu’à peine 300 habitants français établis à Québec, à Beauport, sur la côte de Beaupré et aux Trois-Rivières, l’Hôtel-Dieu modifie rapidement sa vocation pour venir en aide surtout à la population autochtone.
Le modeste hôpital s’installe d’abord et provisoirement dans la maison des Cent Associés située sur le site de la Cathédrale anglicane. Mais les autochtones de Sillery se plaignent du fait que, hiver comme été, l’hôpital est trop éloigné de leur réduction et que « souvent, les malades acheminés vers Québec, mouraient en route». Les religieuses promettent alors de venir s’installer parmi eux, à Sillery. Le bâtiment de Québec étant inachevé, les Hospitalières hâtent leur départ vers Sillery et la première pierre du futur hôpital de Sillery est posée le 9 juillet 1640.

#### Sillery et la variole
Toutefois, en raison d’une épidémie de variole qui a décimé les nations indiennes (non-immunisées contrairement aux Européens) et de l’intensification de la guerre qui oppose les Iroquois aux Montagnais, les Hospitalières décident le 29 mai 1644, à regrets, de retourner à Québec, où d’ailleurs les Montagnais étaient eux-mêmes allés se réfugier de leurs ennemis. La fondation de l’Hôtel-Dieu de Québec s’était réalisée surtout avec l’intention de convertir les nations autochtones. C’est d’ailleurs pourquoi les Augustines, à leur arrivée en Nouvelle-France, se sont dirigées à Sillery, là où se trouvait un important village indien et une  mission Jésuite, mais qui était trop éloigné de Québec pour que les colons puissent espérer y recevoir des soins des hospitalières. Quant au père Charlevoix, il décrit sans détours cette mission de conversion des Indiens dans ce passage de sa magistrale « Histoire de l’Hôtel-Dieu » :

« L’année 1638 commença, pour les Missionnaires des Hurons, de façon à leur faire esperer une abondante moisson, qui les dédommageroit de la stérilité des années précédentes. Le Pays fut affligé d’une maladie, qui d’une Bourgade se communiqua en peu de tems à toutes les autres, & menaça la Nation d’une mortalité générale. C’étoit une espece de dyssentrie, qui en peu de jours conduisoit au tombeau ceux, qui en étoient attaqués : les François n’en furent pas plus exempts que les Sauvages ; mais ils guérirent tous, ce qui produisit deux bon effets : le premier, que ceux d’entre les Barbares, qui persistoient à croire que tous les accidens, qui leur arrivoient, étoient causés par des maléfices, dont ils soupçonnoient les Missionnaires d’être les auteurs, se detromperent, en voyant qu’eux-mêmes n’avoient pas été préservés du mal : le second, que les Sauvages apprirent à se gouverner mieux, qu’ils ne faisoient dans leurs maladies, en observant que les François en guérissoient facilement par le moyen du régime, qu’ils y gardoient : car autant que ces Peuples sont heureux à guérir les playes & les fractures, qui demandent de l’attention & de l’expérience dans le Médecin, de la patience & de la docilité dans le Malade ; enfin la charité & la générosité avec laquelle ils virent les Missionnaires se dépoüiller de tout ce qui leur restoit de remedes, & de rafraîchissemens, pour les soulager ; & les cures surprenantes qu’ils firent, leur gagnerent les cœurs de ceux-mêmes, qui jusques-là s’étoient plus hautement déclarés contr’eux. »

De retour à Québec, il faut à nouveau construire et achever le bâtiment déjà commencé sur le coteau Sainte-Geneviève, à l’emplacement de l’Hôtel-Dieu actuel. Les religieuses s’y installent tout de même à l’été 1644 et y poursuivent auprès des autochtones leur travail commencé à Sillery. Elles les soignent, les nourrissent, les instruisent. Aux Montagnais, se joignent des Hurons de passage, des Algonquins, et même, à l’occasion, des Iroquois. Après la destruction de la Huronie, en 1648-49, quelque cinq cents Hurons vinrent se réfugier à Québec, qui bénéficièrent à leur tour des soins et de la charité des Hospitalières.
À cette époque, l’Hôtel-Dieu de Québec compte environ 40 lits. «Mais en dépit de moyens qu’on jugerait aujourd’hui dérisoires, l’Hôtel-Dieu n’est pas l’antichambre de  la mort puisque neuf malades sur dix en sortent guéris ou du moins soulagés».
En 1654 et en 1672, la population de la colonie française ayant rapidement augmenté, l’hôpital doit agrandir ses installations dont les coûts sont encore une fois assumés par la duchesse d’Aiguillon.
« Force est d'admettre que l'établissement à Québec du Collège des Jésuites, de l'École des Ursulines et de l'Hôtel-Dieu des Hospitalières révèle que le clergé est non seulement le corps social le mieux constitué mais aussi, jusque vers 1645, le seul véritable élément dynamique de la société laurentienne », soulignent les historiens Christian Blais, Gilles Gallichan, Frédéric Lemieux et Jocelyn Saint-Pierre dans « Québec - Quatre siècles d'une capitale »

### La guerre de Sept Ans et la Conquête
En 1756 débute la guerre de Sept Ans, un conflit mondial majeur qui se déroule de 1756 à 1763 en Europe, en Amérique du Nord et en Inde, et qui oppose principalement le royaume de France et le royaume de Grande-Bretagne. En 1759, en Amérique du Nord, la Nouvelle-France devient le théâtre des opérations de cette guerre et Québec, la capitale, est assiégée par l'armée britannique du 12 juillet au 13 septembre, jour de la défaite de l'armée française sur les plaines d'Abraham. L'Hôtel-Dieu de Québec se retrouve inévitablement au cœur du conflit en tant qu'établissement de soins hospitaliers. Les Augustines relatent ainsi le défi qu'elles doivent relever avec l'arrivée et l'affrontement de tant de soldats : « Un renfort de 6 000 hommes arrive de France. La maladie sévit parmi ces gens et on en compte jusqu’à 600 dans notre hôpital en même temps ». En septembre, après la bataille des plaines d’Abraham, « Les généraux anglais se transportent en notre hôpital pour nous assurer de leur protection et nous charger de leurs blessés et autres malades en plus d’une garde de 30 hommes. (…) Les officiers des deux armées se rencontrent ici à la même table. Nous avons plus de 200 Anglais qui occupent nos salles et nos dortoirs et autant de Français dans notre communauté et nos infirmeries ; il ne nous reste pour nous retirer qu’un petit appartement ».
Après la conquête de la Nouvelle-France par les Britanniques grâce à la prise de Québec, en septembre 1759, et de Montréal, en septembre 1760, l’établissement des Augustines est donc surtout utilisé à des fins militaires, et ce jusqu’en 1784 ; l’hôpital est alors rouvert à la population civile, mais avec moins de lits qu’avant l’incendie de 1755, 18 au lieu d’une cinquantaine,.

### 1890: Premier hôpital d’enseignement de Laval

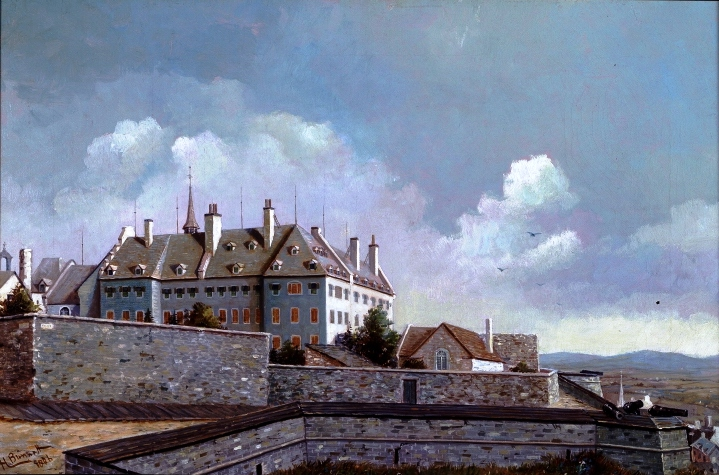
Hotel-Dieu de Québec, 1886, Peinture d'Henry Richard Bunnett.

En 1825, un agrandissement permet à l’Hôtel-Dieu de mieux s’épanouir et d’accepter plus de malades. « Le répertoire de François Rousseau souligne que des services réguliers de médecine et de chirurgie y sont alors organisés et que les praticiens commencent à y enseigner. De plus, il ajoute que cette nouvelle vocation de l'hôpital sera consacrée officiellement en 1855 lorsque l'Hôtel-Dieu devient le premier hôpital d'enseignement affilié à la Faculté de médecine de l'Université Laval. En 1890, alors que l'établissement compte tout juste une centaine de lits, la communauté s'engage à financer la construction du pavillon d'Aiguillon, qui porte le nombre de lits à 135. Cette nouvelle aile, comme le précise François Rousseau dans son répertoire, marque l'entrée de l'Hôtel-Dieu dans l'ère de la médecine telle que nous la connaissons aujourd'hui ». — Extraits de l’Historique du Fonds d’archives Hôtel-Dieu de Québec.
Les prodigieuses découvertes de la fin du XIXe siècle dans les domaines de la bactériologie, de l’antisepsie, de l’instrumentation médicale, et de la radiologie révolutionnent la médecine et les soins hospitaliers, et l’ouverture du pavillon d’Aiguillon en 1892 témoignera de cette nouvelle ère. Les principaux bâtiments de l'hôpital sont construits entre 1918 et 1950.

### Un milieu hostile. Trois siècles de services ininterrompus
Le Dr Yves Morin, auteur du roman Les Cœurs tigrés, a été cardiologue à l’Hôtel-Dieu de Québec et il a été « marqué par la fréquentation des Augustines dans les salles de malades (…). Il a pu y apprécier la philosophie unique de soins qu’elles ont développée au cours des trois siècles de services ininterrompus à la population souffrante ». Selon ce médecin, « les Augustines ont avant tout été surdéterminées par l’environnement auquel elles ont eu à faire face en arrivant à Québec : un milieu hostile à tous les points de vue, un isolement surtout préoccupant par l’absence de médecin pour la plus grande partie du régime français, ce qui a été à l’origine d’une compétence clinique vite reconnue par les habitants de toute condition. Dans une perspective anachronique, compte tenu des excès doctrinaires et de l’inefficacité – sinon du caractère franchement nuisible – de la médecine de l’époque, on peut affirmer que cet éloignement des médecins de Québec a été bénéfique aux malades d’autant plus que les Augustines ont toujours mis l’accent sur le silence, la propreté et une alimentation saine, éléments qui sont d’une efficacité indéniable dans le traitement des maladies et qui sont plus que jamais aujourd’hui de première nécessité dans les services hospitaliers ».
Les Augustines ont administré l'hôpital jusqu'en 1962.

## Déménagement de l’Hôtel-Dieu
Le gouvernement du Québec dirigé par Jean Charest (2003-2012), avait annoncé en 2007 des travaux d’agrandissement du vénérable hôpital à un coût qui, selon certaines estimations, aurait frôlé un milliard de dollars.

« (…) Jean Charest a donné les détails du projet, qui verrait le nombre de lits passer de 257 à 350, augmenterait la capacité d’accueil de l’urgence et ajouterait deux salles d’opération à l’institution, en plus de moderniser l’équipement. (…) L’ancien premier ministre a déclaré que ce projet permettrait de placer l’Hôtel-Dieu à l’avant-garde des soins en cancérologie, en cardiologie et en néphrologie, entre autres, et de faire face à l’augmentation du nombre de cancers liée au vieillissement de la population. »

Or, en mars 2013, le nouveau gouvernement élu en 2012 de Pauline Marois fait marche arrière et préfère l’agrandissement de l’hôpital de l’Enfant-Jésus. Les difficultés d’un agrandissement de l’Hôtel-Dieu auraient été de plusieurs ordres : techniques, budgétaires, patrimoniales, et pratiques (en termes d'accessibilité). Le gouvernement doit cependant répondre à quelques questions : l’échéancier, les services offerts dans le nouveau bâtiment de l’hôpital de L’Enfant-Jésus, les services conservés dans les autres hôpitaux du Centre hospitalier universitaire de Québec (CHUQ),.
Cependant, dès le mois de mai suivant, et ce durant tout l'été, les opposants au déménagement des services de l’Hôtel-Dieu sur le site de l'hôpital de l'Enfant-Jésus, dans le quartier Limoilou, font valoir leurs arguments ; cette contestation provient de plusieurs milieux concernés par ce transfert, dont des médecins, le personnel hospitalier et les citoyens,,,,,.
Malgré cette protestation, en septembre 2013, le gouvernement Marois annonce qu’il choisit de déménager la plupart des activités de l’Hôtel-Dieu de Québec vers le site de l’hôpital de l’Enfant-Jésus. Le ministre de la Santé et des Services sociaux, le Dr Réjean Hébert précise qu’il a proposé un compromis à ceux qui s’inquiètent de l’avenir du quartier du Vieux-Québec en maintenant certains services à l’Hôtel-Dieu, dont l’urgence et 150 lits de longue durée. Environ 1 500 personnes travailleront à l’Hôtel-Dieu, contre 2 300 actuellement. Quant au maire de la Ville de Québec, Régis Labeaume, il s’est déclaré satisfait des engagements pris par le ministre Hébert. « La vocation hospitalière de l’Hôtel-Dieu de Québec est maintenue », a-t-il dit. 
Le 26 janvier 2015 toutefois, le ministre de la Santé du Québec, Gaétan Barrette, tranche le débat et déclare qu’il mettra fin aux activités cliniques de l’Hôtel-Dieu de Québec et que l’établissement sera éventuellement reconstruit sur le site de l’actuel hôpital de l'Enfant-Jésus, dans l’arrondissement Cité Limoilou.

## Lieu historique national

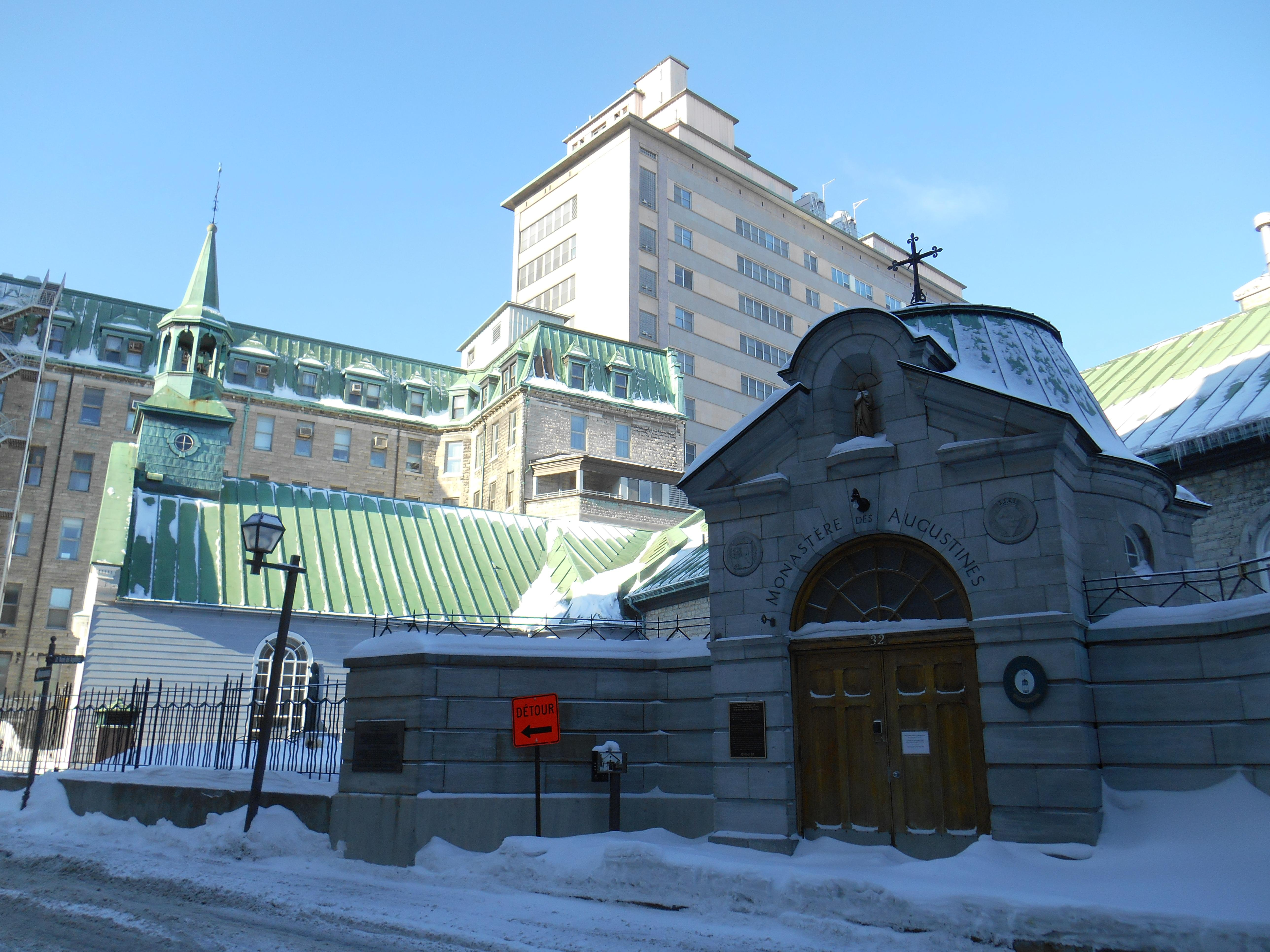
Église et entrée du monastère des Augustines.

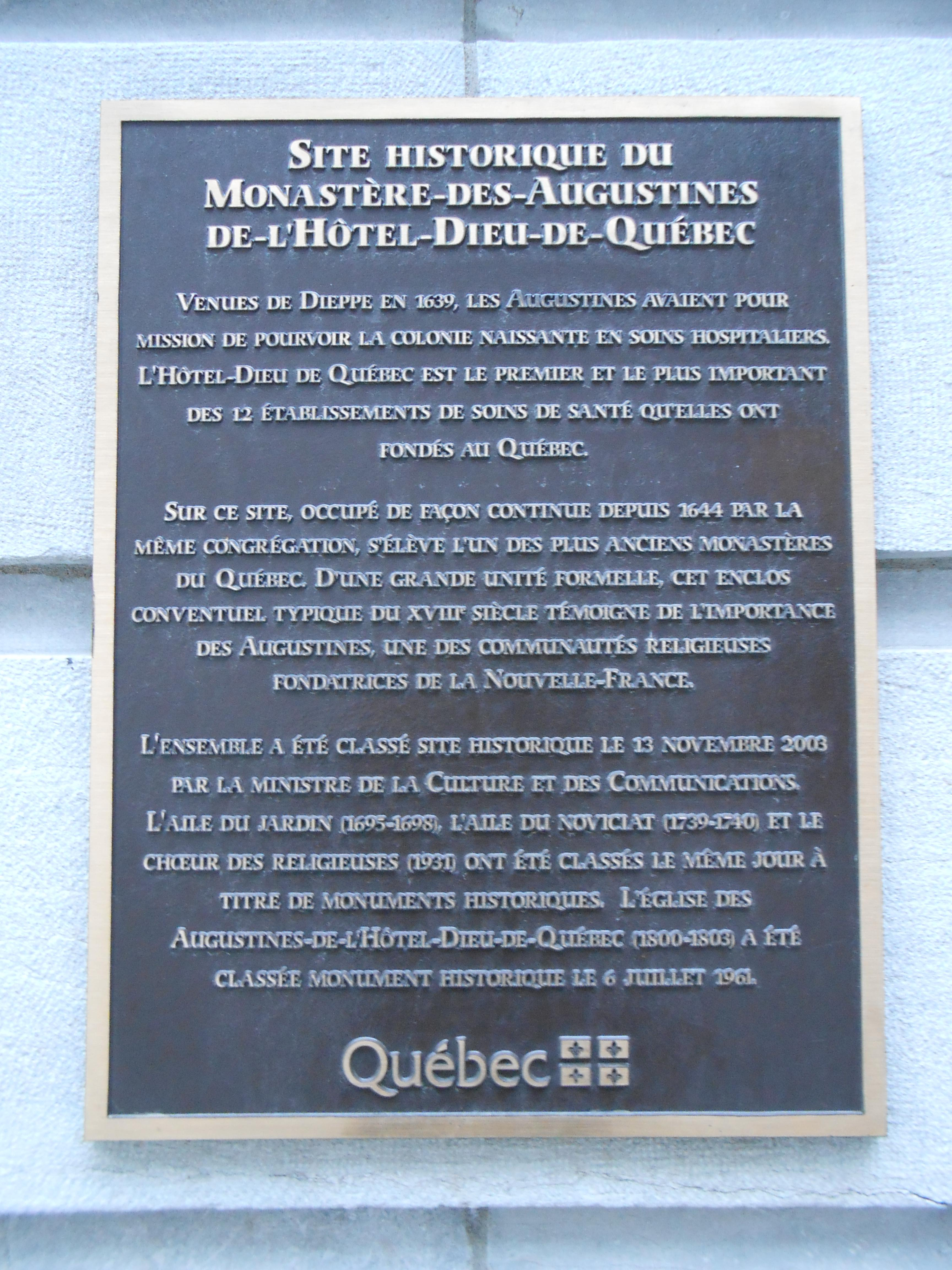
Plaque descriptive du site historique du monastère des Augustines de l'Hôtel-Dieu de Québec.

L’établissement est désigné lieu historique national du Canada le 28 mai 1936. L’hôpital et le monastère sont inscrits au Répertoire du patrimoine culturel du Québec,,.
L’Ordre des Augustines de la Miséricorde de Jésus a fondé et administré au Québec douze monastères-hôpitaux : Hôtel-Dieu de Québec (1639), Hôpital Général de Québec (1693), Hôtel-Dieu du Sacré-Cœur de Québec (1873), Hôtel-Dieu de Chicoutimi (1884), Hôtel-Dieu de Lévis (1892), Hôtel-Dieu de Roberval (1918), Hôtel-Dieu de Gaspé (1926), Hôtel-Dieu de Saint-Georges-de-Beauce (1949), Hôtel-Dieu de Montmagny (1951), Hôtel-Dieu d’Alma (1954), Hôtel-Dieu de Dolbeau (1955), Hôtel-Dieu de Jonquière (1955), jetant ainsi les bases du système de santé québécois actuel. Tous les hôpitaux fondés par les Augustines ont été intégrés au réseau de santé public et sont encore en service,. Six des douze monastères des Augustines au Québec sont toujours actifs, soit les monastères de l’Hôtel-Dieu de Québec (1639), de l’Hôpital général de Québec (1693), de l’Hôtel-Dieu du Sacré-Cœur de Québec (1873), de l’Hôtel-Dieu de Chicoutimi (1884), de l’Hôtel-Dieu de Roberval (1918), de l’Hôtel-Dieu de Dolbeau (1955). Les six autres établissements sont reconvertis à d’autres fins.
L’Ordre des Augustines, qui comptait quelque 800 religieuses au XIXe siècle au Québec, n'en regroupait, en 2013, que 135 environ.

### La fiducie du patrimoine culturel des Augustines
En 2014, les Augustines comptent 375 ans de présence active et indispensable au Québec. C'est en effet le 1er août 1639 que trois religieuses de l’ordre des Augustines de Jésus, Marie Forestier de Saint-Bonaventure-de-Jésus (22 ans), Anne Le Cointre de Saint-Bernard (28 ans) et Marie Guenet de Saint-Ignace (29 ans),—qui deviendra la première supérieure de l’Hôtel-Dieu de Québec—, débarquent à Québec pour y établir un monastère-hôpital afin de répondre aux besoins des autochtones et des quelque 300 colons français qui s’y étaient établis depuis l’arrivée de Champlain en 1608,,,,.
En 2013, l’ordre des Augustines du Québec annonce sa décision de « confier la sauvegarde de leur patrimoine culturel à la société québécoise en créant une fiducie d’utilité sociale »,.
Le monastère des Augustines de Québec, qui regroupe les collections et archives des douze monastères au Québec, a fait l'objet d’une restauration majeure complétée en 2015.
Ce projet de grande envergure a mobilisé le soutien financier des gouvernements du Québec et du Canada, de la Ville de Québec et de plusieurs donateurs privés, dont les Augustines elles-mêmes, la Fondation Virginia Parker (famille Price), et Langlois Kronström Desjardins, avocats.

#### Articles
- Marie-P. Martin, O.S.A., « Guenet, Marie, dite de Saint-Ignace », Dictionnaire biographique du Canada (consulté le 20 décembre 2013)
- Jean-Guy Pelletier, « Forestier, Marie, dite de Saint-Bonaventure », Dictionnaire biographique du Canada (consulté le 20 décembre 2013)
- Augustines de la Miséricorde de Jésus, « « Évolution de l’instrumentation médicale à travers l’histoire de l’Hôtel-Dieu de Québec » », Musée des Augustines,‎ 1989
- Jean Simard, « Monastère des Augustines de Québec », Encyclopédie du patrimoine culturel de l’Amérique française
- « La Fiducie du patrimoine culturel des Augustines »
- « Augustines de la Miséricorde de Jésus »
- Yves Morin, « Les cœurs tigrés » (consulté le 24 décembre 2013)
- Yves Morin, « Les Augustines de l’Hôtel-Dieu de Québec » (consulté le 26 décembre 2013)
- « Fonds d’archives Hôtel-Dieu de Québec (1639-) » (consulté le 26 décembre 2013)
- « Fiducie du patrimoine culturel des Augustines » (consulté le 25 décembre 2013)
- « Les Augustines arrivent au Québec et fondent à Québec le premier hôpital en Amérique, au nord du Mexique » (consulté le 25 décembre 2013)
- « Augustines de la Miséricorde de Jésus » (consulté le 25 décembre 2013)
- Cyprien Tanguay, « « Dictionnaire généalogique des familles canadiennes », vol. 1, 1608-1700 ». Notice bibliographique sur le site de BAnQ : « Le Dictionnaire généalogique des familles canadiennes » est l'œuvre de l'abbé Cyprien Tanguay. Il s'agit du plus ancien dictionnaire généalogique publié concernant la Nouvelle-France. Né en 1819 et ordonné prêtre en 1843, Cyprien Tanguay exerce son ministère dans différentes paroisses (Sainte-Luce, Trois-Rivières, Rimouski, Saint-Michel, etc.). En 1865, il devient attaché au Bureau des statistiques du Canada où il restera jusqu'à sa retraite vers 1892. C'est durant cette période qu'il publie son œuvre la plus considérable, le Dictionnaire généalogique des familles canadiennes en sept volumes. Cet ouvrage est le fruit de la compilation de plus de 122 623 fiches familiales qui regroupent en moyenne 10 actes ou dates, pour un total de 1 226 230 renseignements relatifs aux naissances, mariages et décès. Le premier volume du Dictionnaire est publié en 1871 et couvre la période de 1608 à 1700. Le reste de la période française (1701-1760) est couvert par six autres volumes, parus entre 1886 et 1890. Malgré ses lacunes et même si des compilations plus récentes ont permis de le compléter ou de le corriger, cet ouvrage reste encore aujourd'hui un outil de premier plan ».

#### Livres
- François Rousseau, La croix et le scalpel : Histoire des Augustines et de l’Hôtel-Dieu de Québec)1639-1989), Sillery, Éditions du Septentrion, 1989, 489 p. (ISBN 2-921114-33-X, lire en ligne)
- Mère Jeanne-Françoise Juchereau de Saint-Ignace, A.M.J., et Mère Marie-Andrée Duplessis de Ste-Hélène, A.M.J., « Histoire de l’Hôtel-Dieu de Québec », Paris, publié à Montauban (France) : Chez Jérosme Légier et se vend à Paris, chez Claude-Jean-Baptiste Herissant…, libraire (1751), 1888 (lire en ligne)Numérisée à partir d'une microfiche de l'ICMH de l'édition originale se trouvant à la Bibliothèque des Archives publiques du Canada. — Dans ses notes bibliographiques touchant les sources de sa propre « Histoire de l’Hôtel-Dieu de Québec », in « Œuvres complètes », Montréal, éd. C. O. Beauchemin & Fils, tome 4, p. 11,  l’historien Henri-Raymond Casgrain écrit  à propos de l’« Histoire de l'Hotel-Dieu de Québec », par la mère Juchereau de Saint-Ignace : « Cette Histoire a été écrite d'après les renseignements de la mère (Marie Guenet) de Saint-Ignace et rédigée par la mère de Sainte-Hélène. Une copie de ces annales ayant été fournie à M. de La Tour, doyen du chapitre de Québec, qui retourna en France en 1731, il prit sur lui de les faire imprimer à l'insu de la communauté de Québec. Cette impression se fit sans beaucoup de soin, et il s'est glissé dans Pouvrage un grand nombre de fautes typo- graphiques. Heureusement qu'on possède encore à l'Hôtel-Dieu la copie originale de la main même de la mère (Marie-André Duplessis) de Sainte-Hélène, et signée par la mère Jeanne-Françoise Juchereau de Saint-Ignace. Ces annales sont un des documents historiques les plus précieux que l’on possède. » Le texte de Jeanne-Françoise Jucheron a été réédité à Québec par Dom Albert Jamet en 1939 sous le titre de « Annales de l’Hôtel-Dieu de Québec, 1636-1716 »
- Paul Le Jeune, The Jesuit Relations and Allied Documents, edited by Reuben Gold Thwaites, vol. VI, 1897 (lire en ligne), XXIII, Cleveland: The Burrows Brothers Company, Publishers
- Henri-Raymond Casgrain, « Œuvres complètes » : « Histoire de l’Hôtel-Dieu de Québec, t. 4, Montréal, C. O. Beauchemin, coll. « Collection Histoire du Canada français (canadiana.org) », 1888 (lire en ligne)
- François-Xavier de Charlevoix, S.J., « Histoire et description générale de la Nouvelle France, avec le Journal historique d’un voyage fait par ordre du roi dans l’Amérique septentrionale », t. 1, Paris, Pierre-François Giffard, 1744 (lire en ligne), livre 5, pages 177 à 228.
- « Principaux faits historiques concernant le Monastère des Augustines et l’Hôpital général de Québec, 1620-1995 », Québec, Augustines de la miséricorde de Jésus du Monastère de l’Hôpital général de Québec, 1995, 35 p.
- Christian Blais, Gilles Gallichan, Frédéric Lemieux, Jocelyn Saint-Pierre, « Québec : Quatre siècles d’une capitale », Québec, Les Publications du Québec, 2008, 692 p. (ISBN 978-2-551-19804-7)
- André Vachon, de la Société royale du Canada, « Ramas I : Histoire du Canada » : Un hôpital de mission, Sillery, Éditions du Pélican/Septentrion, 1988 (ISBN 2-921114-23-2).
- Constitutions de la congrégation des religieuses hospitalières de la miséricorde de Jésus, de l’ordre de Saint-Augustin, Roberval (Québec), Augustines de la Miséricorde de Jésus de Roberval, 1913 (lire en ligne)